# 中尾地熱発電所
奥飛騨温泉郷 中尾地熱発電所（おくひだおんせんごうなかおちねつはつでんしょ）は、岐阜県高山市にある地熱発電所。

## 概要
岐阜県の北東部、焼岳の麓にて中尾地熱発電株式会社が操業する地熱発電所。2022年12月に営業運転を開始した。定格出力は1,998キロワット (kW)、運転方式はダブルフラッシュ方式である。発電した電気は固定価格買取制度を利用し中部電力パワーグリッドに販売する。

## 特徴
発電に使用した熱水は、発電所が位置する中尾地区に温泉として無償供給している。
発電所では、当初開発の予定がなかった深さ500m付近の浅部貯留層を利用している。この貯留層は中尾温泉の温泉採取層と同一のものであるため中尾地熱発電は温泉への影響を懸念したが、発電所からの配湯により温泉井のメンテナンス費用が低減するなど中尾温泉側にもメリットがあり、中尾温泉もこの方針に同意した。
発電所が観光資源として活用されることを見込み、建屋の一部をガラス張りとするほか、PR館を設置している。

## 沿革
発電所および中尾地熱発電の沿革は次の通り。
- 2013年 – 東芝とオリックスの出資により中尾地熱発電株式会社を設立[3]。第一生産井の掘削開始[2]。
- 2015年 – オリックスが事業から撤退。シーエナジーが出資し事業に参画した[3]。
- 2016年7月 - 第二生産井の掘削開始[2]。
- 2021年6月 – 発電所工事着工[3]
- 2022年12月1日 – 営業運転開始[3]